# New World Man
New World Man är en låt av Rush. Låten släpptes som singel och återfinns på albumet Signals, släppt den 9 september 1982. "New World Man" spelades 316 gånger live. Den sista gången Rush spelade låten var i november 2002.